# Onllwyn
Onllwyn è un centro abitato del Galles, situato nel distretto di contea di Neath Port Talbot.
È noto per essere stato protagonista e oggetto della narrazione nel film Pride, sulla vera storia di solidarietà riguardante lo sciopero dei minatori del 1984-95 in cui gli abitanti del villaggio furono effettivamente coinvolti.